# Yakubu Mambo
Yakubu Mambo (... – dicembre 1991) è stato un calciatore nigeriano.

## Carriera

### Club
Giunto negli Stati Uniti d'America dalla Nigeria, ove giocò nei Stationery Stores, nella stagione 1975 viene ingaggiato dalla franchigia NASL dei Rochester Lancers. Con i Lancers non riuscì ad esordire in campionato, giocando solo nella North American Soccer League Indoor, raggiungendo la finale del torneo 1976, persa contro i T.B. Rowdies.
La stagione seguente viene ingaggiato dalla franchigia ASL dei R.I. Oceaneers. Con il club di Pawtucket raggiunse la finale di divisione.

### Nazionale
Ha militato nella nazionale della Nigeria. È ricordato per aver segnato la prima rete nell'appena inaugurato Stadio Nazionale di Lagos il 10 dicembre 1972 in una amichevole contro il Mali.

## Statistiche

### Cronologia presenze e reti in nazionale
| Cronologia completa delle presenze e delle reti in nazionale ― Nigeria | Cronologia completa delle presenze e delle reti in nazionale ― Nigeria | Cronologia completa delle presenze e delle reti in nazionale ― Nigeria | Cronologia completa delle presenze e delle reti in nazionale ― Nigeria | Cronologia completa delle presenze e delle reti in nazionale ― Nigeria | Cronologia completa delle presenze e delle reti in nazionale ― Nigeria | Cronologia completa delle presenze e delle reti in nazionale ― Nigeria | Cronologia completa delle presenze e delle reti in nazionale ― Nigeria |
| Data                                                                   | Città                                                                  | In casa                                                                | Risultato                                                              | Ospiti                                                                 | Competizione                                                           | Reti                                                                   | Note                                                                   |
| ---------------------------------------------------------------------- | ---------------------------------------------------------------------- | ---------------------------------------------------------------------- | ---------------------------------------------------------------------- | ---------------------------------------------------------------------- | ---------------------------------------------------------------------- | ---------------------------------------------------------------------- | ---------------------------------------------------------------------- |
| 5-8-1972                                                               | Ibadan                                                                 | Nigeria                                                                | 2 – 1                                                                  | Congo-Brazzaville                                                      | Qual. Mondiali 1974                                                    | 1                                                                      |                                                                        |
| 15-5-1972                                                              | Brazzaville                                                            | Congo-Brazzaville                                                      | 1 – 1                                                                  | Nigeria                                                                | Qual. Mondiali 1974                                                    | -                                                                      |                                                                        |
| 10-12-1972                                                             | Lagos                                                                  | Nigeria                                                                | 3 – 0                                                                  | Mali                                                                   | Amichevole                                                             | 1                                                                      |                                                                        |
| 10-2-1973                                                              | Lagos                                                                  | Nigeria                                                                | 0 – 2                                                                  | Ghana                                                                  | Qual. Mondiali 1974                                                    | -                                                                      | [ 3 ]                                                                  |
| 25-2-1973                                                              | Accra                                                                  | Ghana                                                                  | 0 – 0                                                                  | Nigeria                                                                | Qual. Mondiali 1974                                                    | -                                                                      |                                                                        |
| Totale                                                                 |                                                                        | Presenze                                                               | 5+                                                                     |                                                                        | Reti                                                                   | 2+                                                                     |                                                                        |